# Mala Kosa
Mala Kosa – wieś w Chorwacji, w żupanii karlowackiej, w gminie Barilović. W 2011 roku liczyła 5 mieszkańców.